# Compagnia di ventura
Las compagnie di ventura (singular, compagnia di ventura, literalmente compañías de fortuna) eran tropas  mercenarias utilizadas en la Edad Media, conformadas por los denominados soldados de fortuna (en italiano, soldato di ventura), organizadas y dirigidas por un condotiero, generalmente llamado capitán de fortuna (capitano di ventura). El objetivo principal de estas compañías era el de enriquecerse al máximo, y para ello se aliaban con uno u otro señor, a menudo rivales, sobre la base de un compromiso más ventajoso.

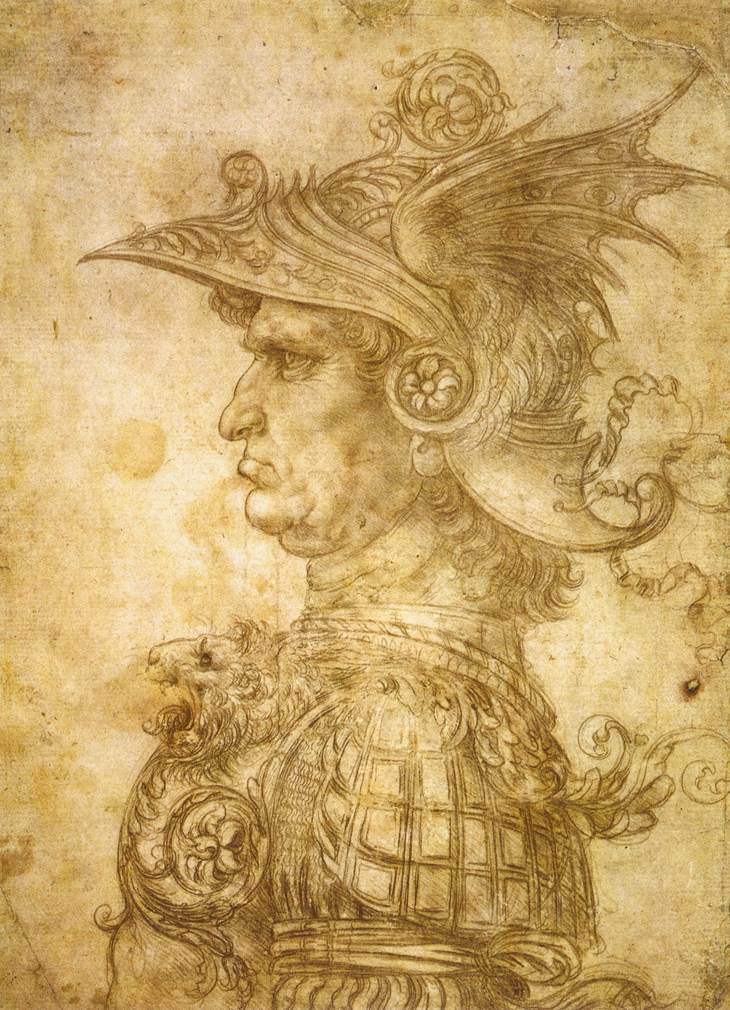
Retrato de un condotiero (capitano di ventura), a quien se le confiaba el mando de la compañía. Dibujo de Leonardo da Vinci

## Historia
Hicieron su aparición en Italia entre los séquitos de algún rey o emperador, entre finales del siglo XIII y principios del XIV: constituían la masnade (bandas), formadas por soldados profesionales, principalmente aquellos de clases sociales muy bajas, dispuestos a matar o morir por dinero y botines.
Durante el siglo XV todos los príncipes italianos utilizaron estas tropas de guerra profesionales, que tenían un mayor nivel de adiestramiento y una mayor capacidad para usar las nuevas armas de fuego. Las compañías de mercenarios declinaron tras el nacimiento y fortalecimiento de los estados nacionales. La última compagnia di ventura digna de mención fue la capitaneada por Juan de Médicis en los primeros años del siglo XVI.

### En Italia

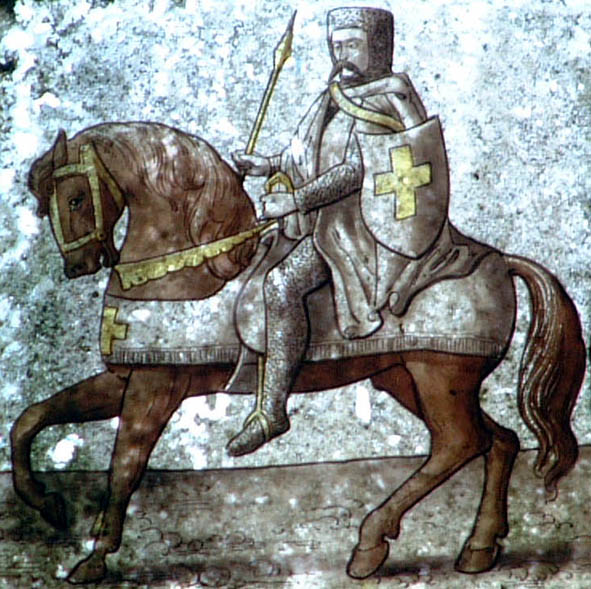
Caballero medieval a caballo con armadura de metal

Para contrarrestar las fuerzas en el campo de las ciudades de Florencia y Venecia en la Liga Anti-Scaligeri, muchos mercenarios descendieron de Alemania siguiendo a Enrique VII de Luxemburgo, Federico I de Habsburgo, Luis el Bávaro o Juan I de Bohemia, que habían ido allí a apoyar o luchar contra Mastino II della Scala. Al término del conflicto, miles de soldados alemanes permanecieron en Italia, viviendo del saqueo y ofreciéndose a una u otra ciudad. Fueron estos militares desbandados quienes dieron vida a las primeras compagnie di ventura, en 1337, con la compañía de Uguccione della Faggiola, la Compagnia del Ceruglio y la Compagnia della Colomba, formadas en los alrededores de Plasencia.
La primera unidad de grandes dimensiones fue la Compagnia di San Giorgio, conformada por Mastino II della Scala y puesta a las órdenes de Lodrisio Visconti, que se lanzó a la conquista de Milán y cayó derrotada en la batalla de Parabiago. Las compañías imponían disciplina y organización, a la vez que su ferocidad se mantenía intacta, exaltada además a un ideal. El siglo XIV fue el período en el que las compañías de la fortuna se expandieron por toda Italia: había espacio y mecenas para todos, así como riquezas en abundancia que saquear.
Las compañías di ventura dieron fortuna económica y política a muchos condottieri, como Alberico da Barbiano, Angelo Tartaglia, Anichino di Bongardo, Bartolomeo Colleoni, Braccio da Montone, el conde de Carmagnola, el conde de Lando, Federico da Montefeltro, Fra Moriale, Francisco Sforza, Gattamelata, Juan de las Bandas Negras, Werner de Urslingen, Jacopo Caldora, Muzio Attendolo Sforza, Niccolò Piccinino y muchos otros que, gracias a su carisma y a la concesión de saqueos gratuito, consiguieron reunir a grupos de estos bandidos a su alrededor. El término condottiero deriva de la palabra "condotta" (conducta), que era el contrato estipulado entre el soberano y el hombre de armas.
Sin embargo, Italia era en un cierto sentido un espejismo que a veces echaba por tierra las esperanzas e ilusiones cultivadas, como le ocurrió a Fra Moriale. Moriale mejoró la organización de la Gran Compañía en cuyo mando había sucedido a Werner de Urslingen; tuvo gran éxito con ella, militando a veces a favor del Papa, a veces en su contra, y, sin embargo, terminó su carrera ejecutado por Cola di Rienzo.
Estos ejemplos son los más significativos entre las compañías lideradas por condottieri extranjeros que devastaron Italia, arrasando ciudades y campos con el único propósito de enriquecerse. Junto a ellos, también hubo compañías dirigidas por líderes italianos que pronto reemplazaron a los extranjeros; igual de feroces en su búsqueda de riqueza y poder, pero con un mayor enfoque en los fines políticos. Ejemplo de esto fueron las compañías acaudilladas por Ambrogio Visconti, Castruccio Castracani, Francesco Ordelaffi o Guidoriccio da Fogliano.
Muy a menudo los líderes italianos de estas compañías provenían de familias ya poderosas (el 60% de los capitani di ventura eran de origen noble): a veces eran titulares de señoríos, que se ponían a sí mismos y a sus compañías al servicio de otros poderosos para aumentar sus riquezas y poder en un entramado diplomático extremadamente volátil. Basta con pensar en los Malatesta o los Ordelaffi. A veces eran hombres de origen humilde, si no insignificante, que veían en el servicio militar mercenario una oportunidad de redención social y a menudo ascendían a altísimos honores y a la conquista de un señorío propio, si bien en ocasiones fuera efímero y poco real.

### En el resto de Europa

#### En Francia
Asolaron la Francia del siglo XIV bajo los reinados de Juan II y Carlos V. Sus miembros provenían de toda Europa, pero especialmente habían sido reclutados en Alemania: muchos de ellos habían sido contratados por Eduardo III de Inglaterra y luego despedidos tras el Tratado de Brétigny en 1360. Saquearon la campiña francesa y despertaron la ira de los campesinos que se armaron y a menudo lograron oponerse a ellos con eficacia.
El condestable de Francia, Bertrand du Guesclin, fue encargado de librar al reino de Francia de estas compañías y expulsarlas a España, donde lucharon para Enrique II de Castilla contra su hermanastro Pedro el Cruel. Líderes célebres de estas compañías fueron Arnaud de Cervole, Croquart, Bernardone de la Salle, Hugh de Calveley, Robert Knolles, Bétucat d'Albret, John Creswell y Cahours.
Entre las compañías más notables estaban:
- La Tard-Venus: compañía activa en Francia en el siglo XIV. Se trataba de mercenarios desmovilizados tras el Tratado de Brétigny del 8 de mayo de 1360. Bajo las órdenes de Petit Meschin y Seguin de Badefol, combatieron desde Borgoña hasta Languedoc. En la batalla de Brignais de 1362 derrotaron a Giacomo di Borbone, conde de La Marche, que murió allí con su hijo Pedro;
- La Compañía Blanca: compañía, formada también tras el Tratado de Brétigny, a las órdenes de John Hawkwood. Hawkwood perfeccionó su compañía transformándola en un ejército regulador, que pronto se hizo conocido por su capacidad bélica y su disciplina militar;
- Los Écorcheurs: compañía de mercenarios desmovilizados tras el Tratado de Arras de 1435 que asoló Francia en el siglo XV.

## Características
Las compañías de fortuna estaban formadas por tropas de soldados de fortuna mercenarios, organizadas y lideradas por un condotiero que era llamado capitán de fortuna. El condotiero era a menudo un noble que había caído en la ruina o que se dedicaba a esta actividad por puro afán de poder: de hecho, los condotieros acababan ganando enormes sumas de dinero y recibiendo títulos nobiliarios, cargos gubernamentales, feudos y tierras, sentando las bases de un futuro político sólido y poniendo fin a una vida de penurias. Esto los llevaba a sembrar el terror a su paso y a conseguir que los desafortunados no tuvieran más remedio que pagar cuantiosas indemnizaciones por salvar la vida, lo que casi siempre acababa desangrando las finanzas locales. La presencia de las compañías de fortuna era, por tanto, vista como un flagelo, uno que el propio Francesco Petrarca  definió como «una pestilencia más horrenda que la peste misma, un desastre más grave que el terremoto». Con el paso de los años algunas casas nobles mostraron una particular inclinación por tal actividad, como fue el caso de los Caldora, los Colonna, los Dal Verme, los Orsini, los Sforza y los Visconti.

## Compañías de fortuna particulares

### Los almogávares

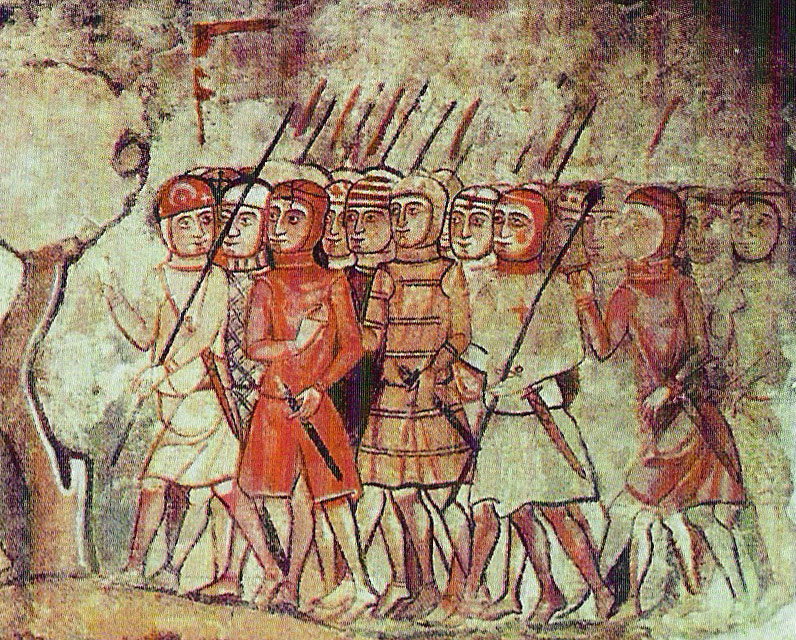
Una tropa de almogávares se prepara para conquistar Mallorca

Existe de los almogávares, mercenarios que seguían a Pedro III de Aragón en la conquista de Sicilia (1288), una descripción particularmente significativa y elocuente:

Llevaban una túnica corta, una gorra de cuero, un cinturón, sin camisa, sin chapa, llevaban zapatos y botas, una mochila sobre los hombros con comida, una espada corta y afilada al flanco, una pértiga con un gran hierro en las manos y dos jabalinas puntiagudas, que solían agitar sólo con la mano derecha, y luego se apoyaban en la pértiga para atacar y escudarse. Sus condotieros, guías más que capitanes, también eran llamados Adelilli con voz árabe. Estos fieros hombres no tenían disciplina, ni salario, sino cuanto botín eran capaces de arrancar al enemigo, descontando una quinta parte para el Rey; ni aportaban esta misma cantidad cuando se trataba de una facción real o justa. Endurecidos por el hambre, por la dureza de la estación, por la aspereza de los lugares; diferentes, según los historiadores contemporáneos, del común de los hombres, sacaban tantos panes como se proponían para sus incursiones; para el resto comían hierbas silvestres, donde no encontraban otra cosa: y sin equipaje, sin impedimentos, se aventuraban dos o tres días en las tierras de los enemigos: se abalanzaban de repente, y se retiraban rápidamente; diestros y temerarios más de noche que de día; entre riscos y bosques más que en la llanura
Michele Amari, en La guerra del Vespro siciliano

### La masnada
La palabra masnada, del provenzal maisnada (familia, servidumbre), del latín mansionata (personas de familia), identificaba el grupo de sirvientes que trabajaban para una familia patricia. Los señores feudales locales no dudaban en servirse de este «ejército» impropio para imponer su poder, más o menos legítimo, y ejercer incluso actos de violencia sobre poblaciones que estuvieran o no bajo su jurisdicción. El término pronto adquirió una connotación negativa, pasando a indicar también un grupo de rezagados, de gente «sin disciplina».Las masnadas eran también grupos de ladrones que ocasionalmente se prestaban para servicios militares para otros.

Gentes sin freno, y que no piensan en nada más que en usurpar
Anónimo del siglo XIV

Se asociaban con otros que habían huido de su propio municipio, de donde una facción contraria y victoriosa los había expulsado, o con cadetes que no encontraban un espacio en su familia o en su territorio de origen. Particularmente activos fueron los italianos exiliados, cuya principal aspiración era recuperar la posesión de los bienes de los que habían sido desposeídos o reconquistar el municipio del que habían sido expulsados. Estas brigadas aún no eran verdaderas compañías, la disciplina era prácticamente nula, la organización militar aproximativa, la lealtad a sus jefes una opción, y la sed de venganza y botines era enorme.
Las masnadas, en el contexto de la Italia comunal del siglo XIV, se referían también a las tropas asalariadas del municipio. Muy a menudo, personas particulares, distinguidas por su mérito y su compromiso, recibían el título de «capitán de las masnadas», cargo de eminente valor militar, ya que otorgaba a su titular el pleno mando y entrenamiento de estas tropas, a sueldo del municipio.